# Château les Landes
Le château les Landes est un château français implanté sur la commune de Lalinde dans le département de la Dordogne, en région Nouvelle-Aquitaine.

## Présentation
Le château les Landes se situe en Périgord pourpre, au sud du département de la Dordogne. sur la commune de Lalinde, à environ un kilomètre au sud-ouest du village de Sainte-Colombe.
C'est une propriété privée dont le domaine, avec ses noyeraies, représente sur 38 hectares un site inscrit en France, depuis 1974,.

## Historique
Propriété successive des familles d'Espaigne, Coustin Caumont de Bourzolle, puis Pradier, le château a été érigé au XVIIe siècle tout en conservant une tour plus ancienne.

## Galerie de photos

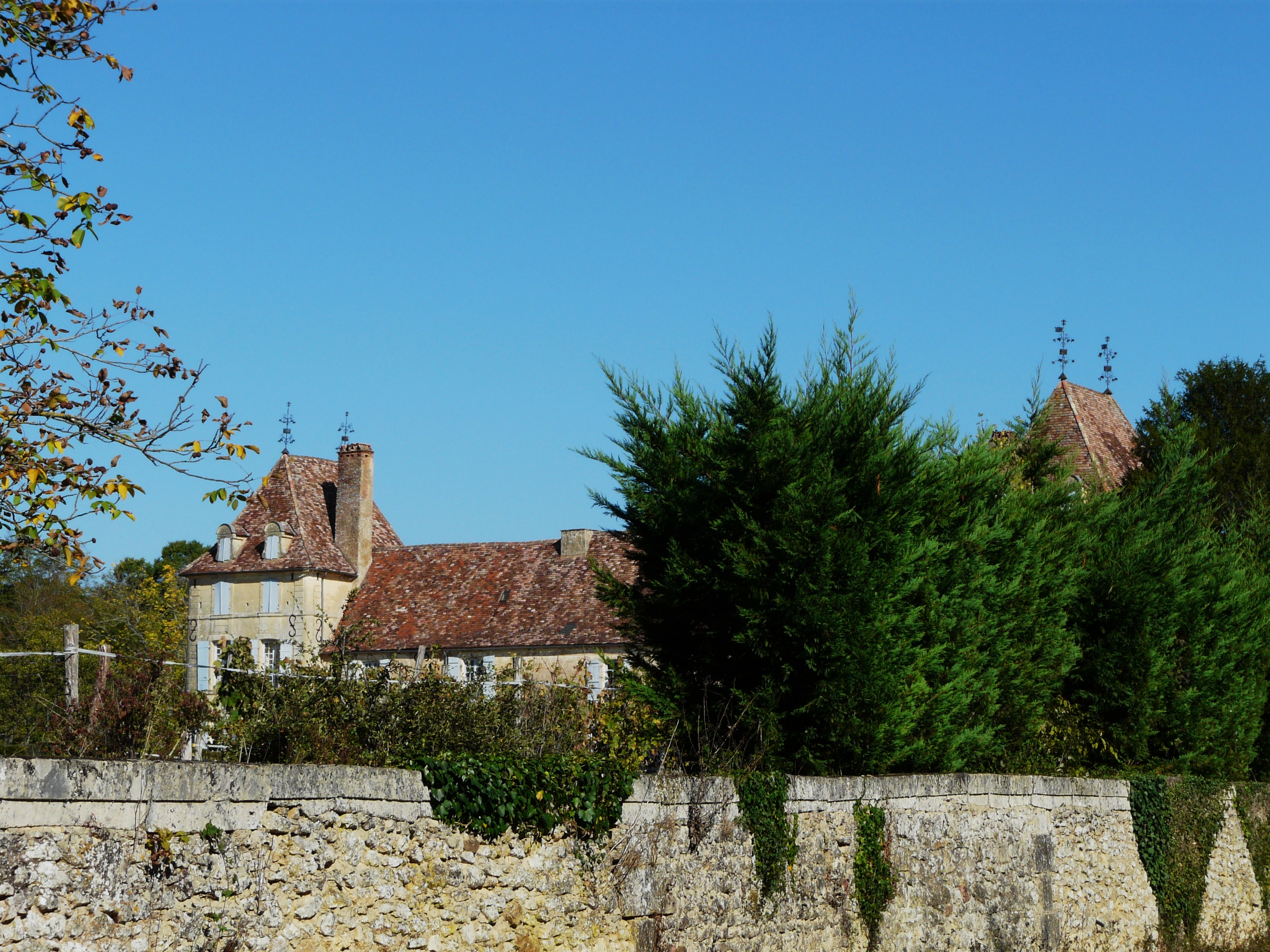
Le château.
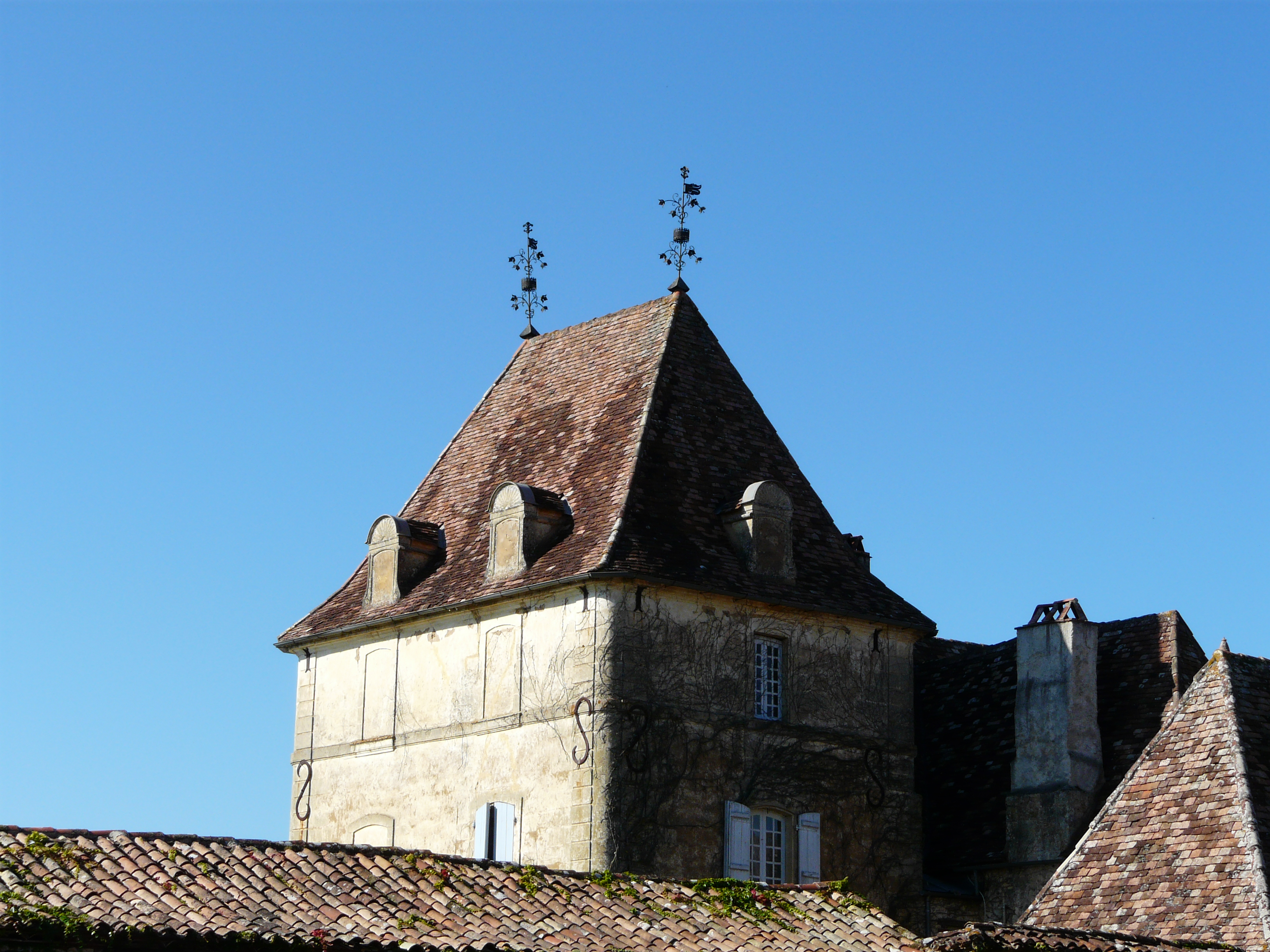
Le pavillon sud-est.
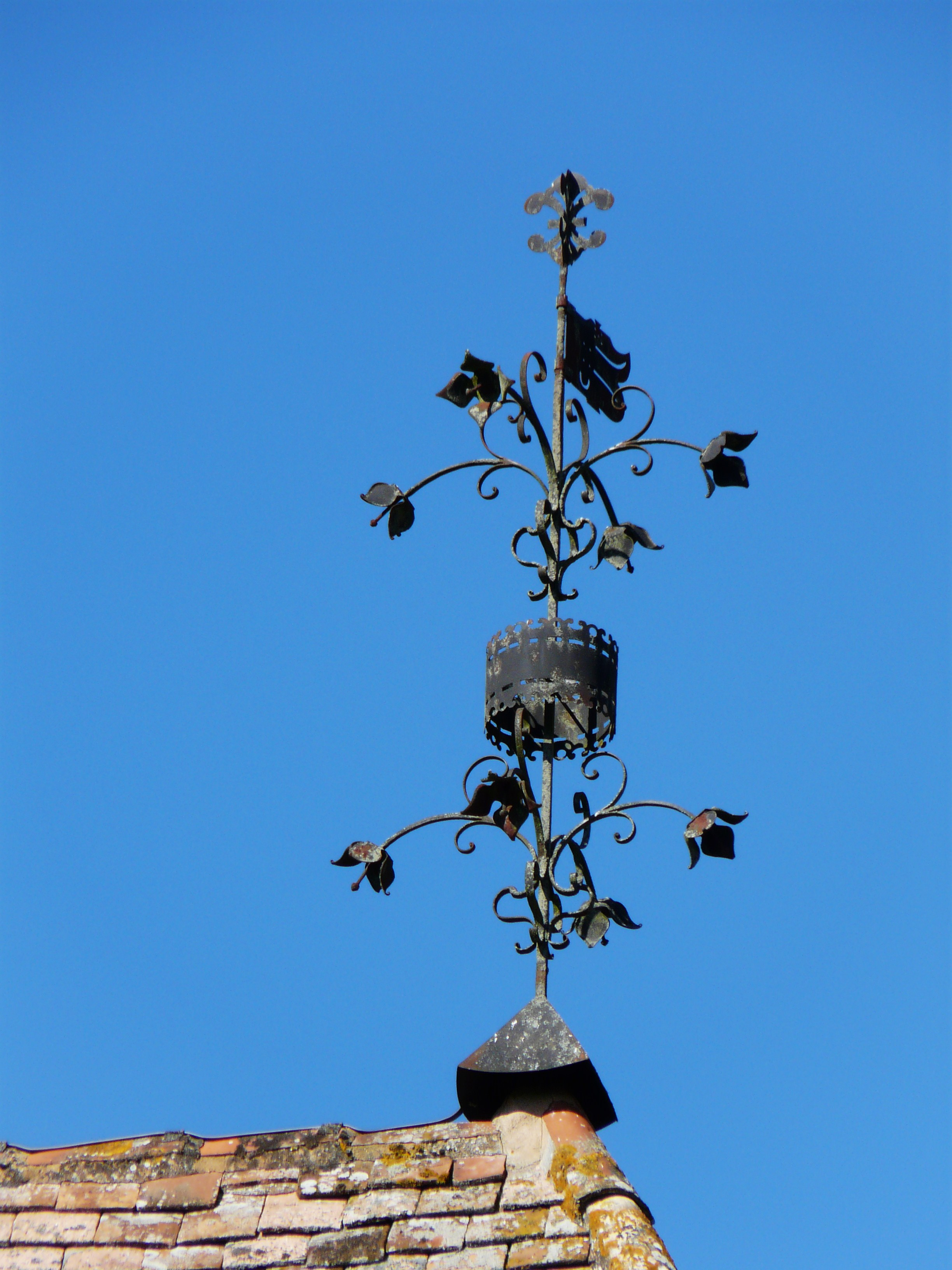
Une des girouettes.
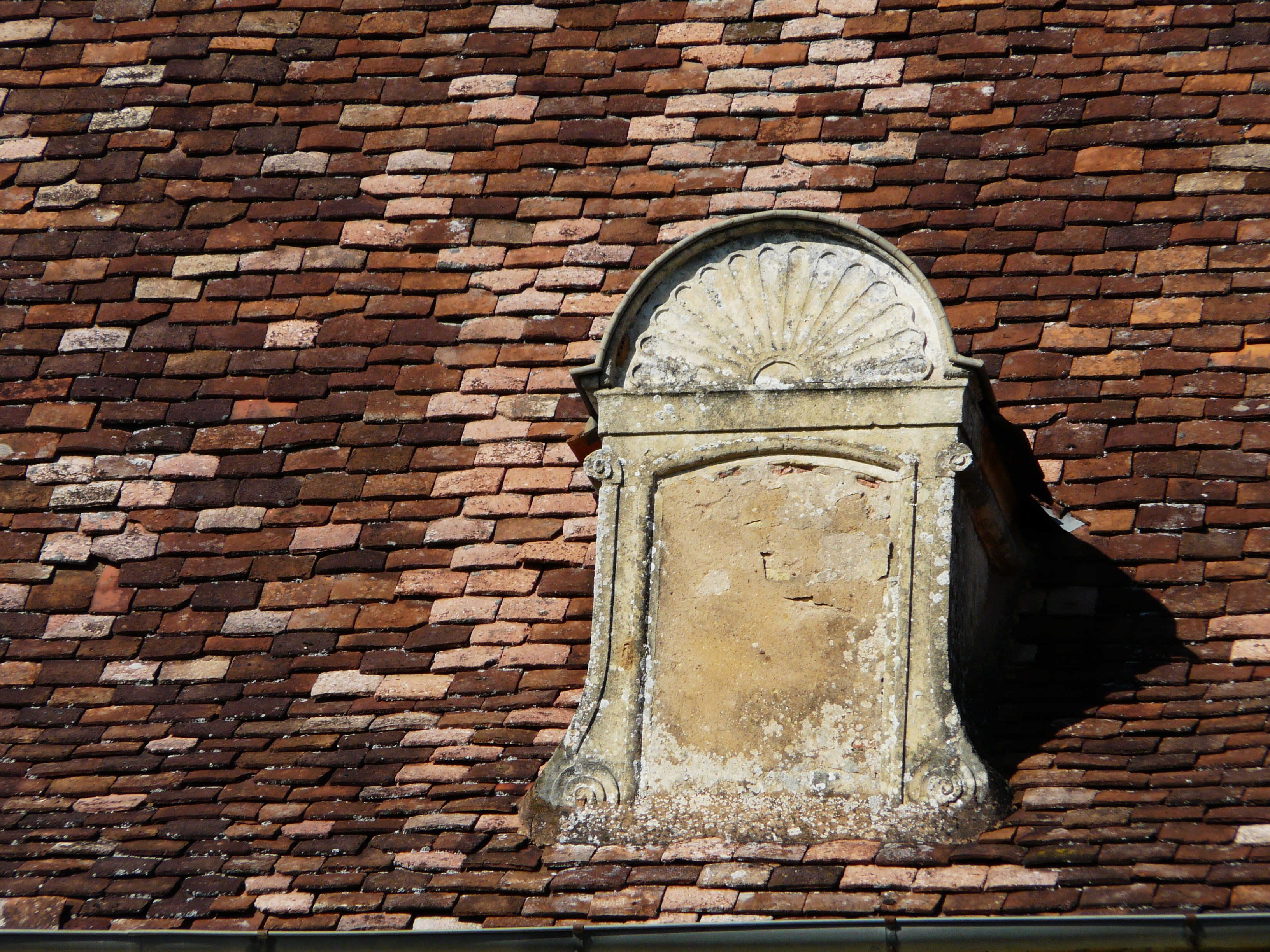
Une lucarne aveugle.